# Le Jugement (XIII)
Le Jugement est le douzième album de la saga de bande-dessinée XIII de William Vance et Jean Van Hamme. Il devait constituer à l'époque la fin de la série avec le hors-série L'Enquête, treizième tome sorti en 1999.

## Résumé
Ce volume commence avec une cérémonie spéciale : l'investiture comme nouveau chef d'état-major inter-armes du général James Elroy Wittaker, premier afro-américain à occuper ce poste, en remplacement du général Ben Carrington. Ce dernier profite de la réunion restreinte avec son remplaçant, le président Sheridan et le secrétaire à la Défense pour la passation de pouvoir pour enlever le président des États-Unis. En hélicoptère, il se rend avec lui dans une base du désert du Nevada. Là, grâce à un système de défense sophistiqué et la menace d’utiliser la manette nucléaire, il parvient à tenir en respect des bataillons entiers de forces spéciales, dirigées en personne par le général Wittaker. Il demande alors l’intervention de XIII et Jones qui sont donc rappelés du Costa Verde par le vice-président.
Carrington leur donne alors rendez-vous « là où va l’Indien ». Après avoir semé le FBI, XIII et Jones se rendent dans la maison à laquelle fait allusion cette énigme ; ils y retrouvent le colonel Samuel Amos. Ce dernier leur apprend que Carrington a finalement découvert que Sheridan était le numéro I de la conspiration qui avait commandité le meurtre de sa fille Kim Carrington. Il désire désormais juger Sheridan pour ses crimes au cours d’un procès télévisé transmis en direct. Mais pour cela, il a besoin du témoignage de la Mangouste. XIII et Jones partent donc aux Bahamas où ils réussissent à capturer le vieux tueur à gages, non sans avoir éliminé son fidèle lieutenant borgne, Irina Svetlanova.
XIII, Jones, Amos et La Mangouste se rendent alors au Nevada. Mais avant de les laisser pénétrer dans la base, Frank Giordino, chef de la NSA, profite d'une altercation avec la Mangouste pour glisser dans sa chemise un revolver piégé avec un explosif puissant en lui murmurant ces mots : un million de dollars et l'amnistie totale s'il tue Carrington. Le procès commence, suivi par des millions d’Américains qui, selon Carrington, seront le jury. L'ancien général révèle que sa fille, désormais dans un état végétatif par la faute de la Mangouste, lui a laissé des documents faisant la preuve de la culpabilité de Sheridan. La Mangouste sort le revolver, parvient à se libérer et à interrompre le procès. Jones, experte dans le combat au corps à corps, se libère de la prise de la Mangouste qui fait tomber son arme, immédiatement ramassée par Sheridan. Ce dernier n'arrive pas à tirer sur XIII, Jones et Carrington qui parviennent à s’enfuir. Sheridan retourne l'arme contre la Mangouste qui l'a traité de lâche et lui tire trois balles à bout portant avant de s'enfuir avec vers la sortie où les forces d'intervention sont en attente. Utilisant ses dernières forces, la Mangouste reprend la transmission en direct pour confirmer la véracité des accusations de Carrington et révéler l’emplacement de nouvelles preuves, devant des millions de téléspectateurs ahuris. Giordino, suivant le direct depuis la tente de commandement avec Wittaker, veut réduire au silence le vieux tueur à gages et active l'explosif, tuant accidentellement le président Sheridan ayant récupéré l'arme à La Mangouste, qui avait presque rejoint les secours.
Carrington, au chevet de sa fille, est visiblement chagriné. Il laisse sa casquette de général sur la poitrine de Kim après avoir débranché la machine qui la tenait encore en vie. Il part avec Jones et Amos retrouver Colin, fils de Kim et Sheridan. XIII décide quant à lui de rester pour régler ses comptes avec Giordino, l’assassin de sa mère. Mais XIII est capturé et apprend que la protection du nouveau président ne lui sera pas accordée : il va être jugé pour le meurtre du président Walter Sheridan.